# Esparádoco

Esparádoco (en griego antiguo, Σπαράδοκος) fue un rey de los tracios odrisios, que reinó aproximadamente de 450 a. C. hasta antes del 431 a. C., sucediendo a su padre, Teres I.